# Linothele pukachumpi
Espèce
Linothele pukachumpi est une espèce d'araignées mygalomorphes de la famille des Dipluridae.

## Distribution
Cette espèce est endémique de la province de Cotopaxi en Équateur,. Elle se rencontre dans la réserve biologique d'Otonga entre 1 728 et 2 225 m d'altitude.

## Description
La femelle holotype mesure 28 mm.

## Éthologie
Elle construit une toile mesurant 50 sur 40 centimètres sur laquelle se rencontre la kleptoparasite Mysmenopsis otonga.

## Systématique et taxinomie
Cette espèce a été décrite par Dupérré et Tapia en 2015.

## Publication originale
- Dupérré & Tapia, 2015 : « Descriptions of four kleptoparasitic spiders of the genus Mysmenopsis (Araneae, Mysmenidae) and their potential host spider species in the genus Linothele (Araneae, Dipluridae) from Ecuador. » Zootaxa, no 3972(3), p. 343-368.